# Raionul Skadovsk, Herson
Skadovsk (în ucraineană Скадовський район, transliterat: Skadovskîi raion) este un raion în regiunea Herson, Ucraina. Are reședința la Skadovsk.
Are o suprafață de 5.248,5 km². Populația este de 127.000 locuitori, determinată în 2020.